# アイアンハート (競走馬)
アイアンハート（1971年5月2日 - 不明）は、日本の競走馬、種牡馬。

## 血統
父はオーシヤチで、イギリスで競走馬として活躍した後、1930年代から1940年頃にかけて種牡馬として日本に渡った名馬トウルヌソルの直径子孫。曾祖父（3代父）は「日本刀」と呼ばれた名馬クモハタ。トウルヌソルの仔クモハタから続いた、現在まで史上3例しかない4代連続の内国産馬。トウルヌソルの父で名馬ゲインズバラを筆頭とするサイアーラインは、日本ではトウルヌソルの後、クモハタ、メイヂヒカリを経て1950年代に隆盛を誇り、当時としては貴重な内国産馬として一定の地位を築くが、競走馬時代「日本刀」と呼ばれたメイヂヒカリはオーシヤチ以外に目立った産駒を残せず勢力は後退、父オーシヤチも地方重賞を４勝したが種牡馬としては振るわず、アイアンハートが誕生する頃には既にその勢力に陰りが見え始めていた。

## 戦績
1973年7月に札幌の新馬戦にてデビューするも4着。その後、条件戦を2連勝したが、以降は勝てずに年を越した。明けて1974年2月、東京4歳S（現在の共同通信杯）に出走するも5着、春は続く条件戦を1勝するに留まった。休養を挟んで夏から始動するも勝てず、迎えた11月のカブトヤマ記念（現在は廃止）に勝利するも、これが中央での最後の勝利となった。翌1975年は函館記念などに出走するも遂に1勝も出来ず、1976年から新潟競馬へと移籍した。新潟競馬ではダートへの高い適性を見せ、新潟グランプリや三条記念に勝利するなど活躍した後、1977年に引退した。通算成績は中央23戦4勝。地方15戦13勝。中央時代は全てのレースで池上昌弘が手綱を取った。

## 引退後
引退後の消息は不明だが、新潟競馬にて1980年誕生のアイアンフジという牝馬の登録がある為、当初は新潟で種牡馬入りしたものと思われるが、結果的にこれが唯一の産駒だった。新潟で競走馬として登録されたアイアンフジは重賞勝ちこそないものの、最終的には新潟で53戦3勝で引退し、日本競馬史上初の父内国産馬5世代勝利を達成した。しかし牡馬の産駒はおらず、父オーシヤチも本馬以外の後継馬を残せなかった為、名馬クモハタから4代続いた、当時としては貴重な内国産馬のゲインズバラ父系の１つが断絶した。他方外国では、ゲインズバラの仔アーティスツプルーフから続いた父系が、その孫ファイントップ（父ファインアート）の時代にサンクタスなどの名馬を数多く輩出して大成功し一大勢力を築いてゲインズバラ父系の主流になると、サンクタスの仔ディクタスも現役引退後に種牡馬として日本に輸入されスクラムダイナやサッカーボーイなどの活躍馬を輩出、その父系は近年まで存続している。

## 主な成績（JRA）
1着 - カブトヤマ記念（1974年）
1984年に始まったグレード制でカブトヤマ記念はGⅢに格付けされた後、2003年で廃止となった。その為、現代のJRAの評価基準に照らし合わせるとアイアンハートは重賞馬（GⅢ1勝）という事になるが、1974年当時はまだグレード格付け制定前であった。